# كعكة جفر
كعكة جُفْر (بالرومانية: prăjitură jofre)‏  عبارة عن كعكة طبقات من زبدة مشكلكة مليئة بقشدة الشكلاط ومُغطات بقشدة الزبدة قشدة الزبدة المُشكلطة مهدها مطعم Casa Capșa في بُخارِسْتتكريماً لزيارة المارشال الفرنسي جوزيف جُفْر بعد الحرب العالمية الأولى بوقت قصير. ويقال أن الكعكة صُممت لتكون مناسبة لمرضى السكر حيث كان جُفر مصابًا بمرض السكر.  الشكل الأسطواني يوحي بالقبعة العسكرية الفرنسية. 

## روابط خارجية
- كعكة جُفر (بالإنكليزية)